# Hyundai Coupé
Hyundai Coupé var en bilmodel fra Hyundai, som i 2 generationer blev produceret fra 1996 til 2009.
Modellen var baseret på Hyundai Elantras platform, og konkurrerede med bl.a. Fiat Coupé, Honda Integra, Toyota Celica og Volkswagen Scirocco.
Hyundai Coupé fandtes med 4-cylindrede benzinmotorer på 1,6, 1,8 og 2,0 liter samt for anden generation en 6-cylindret benzinmotor på 2,7 liter. Der fandtes ingen dieselmotorer i programmet.

## Første generation (1996−2001)
Første generation af Hyundai Coupé kom på markedet i september 1996. Modellen blev i Nordamerika, Australien, New Zealand, Sydafrika og Østrig solgt som Hyundai Tiburon.
Motorprogrammet omfattede to benzinmotorer på 1,6 og 2,0 liter med hhv. 114 og 137 hk. I nogle lande fandtes også en benzinmotor på 1,8 liter med 130 hk.
Modellen fik et facelift i 1999, som bl.a. indebar mindre ændringer af lygterne og motorprogrammet. 1,6 havde nu 115 mod før 114 hk, mens 2,0 nu havde 138 hk, men i 2001 blev neddroslet til 135 hk.

### Tekniske specifikationer[1]
| Model | Cylindre | Ventiler | Slag- volume cm³ | Effekt | Effekt | Effekt | Drejnings- moment | Drejnings- moment | 0-100 km/t | Topfart | Årgang(e) | Årgang(e) |
| Model | Cylindre | Ventiler | Slag- volume cm³ | kW     | hk     | omdr.  | Nm                | omdr.             | sek.       | km/t    | fra       | til       |
| ----- | -------- | -------- | ---------------- | ------ | ------ | ------ | ----------------- | ----------------- | ---------- | ------- | --------- | --------- |
| 1.6   | 4        | 16       | 1599             | 84     | 114    | 6100   | 143               | 3000              | 9,8        | 193     | 1996      | 2001      |
| 2.0   | 4        | 16       | 1975             | 101    | 137    | 6000   | 180               | 4800              | 8,6        | 201     | 1996      | 1999      |
| 2.0   | 4        | 16       | 1975             | 102    | 138    | 6000   | 182               | 4900              | 8,6        | 201     | 1999      | 2001      |

#### Fodnoter
1. 1 2  Fra modelår 2000 85 kW (116 hk)

## Anden generation (2001−2009)
Anden generation af Hyundai Coupé kom på markedet 11. september 2001. Modellen var ligesom forgængeren baseret på platformen fra Hyundai Elantra.
Motorprogrammet omfattede benzinmotorer på 1,6 og 2,0 liter, samt som noget nyt en V6-motor på 2,7 liter.
Modellen gennemgik facelifts i starten af 2005 og slutningen af 2006, og blev i 2009 taget helt af Hyundais modelprogram.

### Tekniske specifikationer[1][2]
| Model | Cylindre | Ventiler | Slag- volume cm³ | Effekt | Effekt | Effekt | Drejnings- moment | Drejnings- moment | 0-100 km/t | Topfart | Årgang(e) | Årgang(e) |
| Model | Cylindre | Ventiler | Slag- volume cm³ | kW     | hk     | omdr.  | Nm                | omdr.             | sek.       | km/t    | fra       | til       |
| ----- | -------- | -------- | ---------------- | ------ | ------ | ------ | ----------------- | ----------------- | ---------- | ------- | --------- | --------- |
| 1.6   | 4        | 16       | 1599             | 79     | 107    | 5800   | 144               | 3000              | 11,8       | 193     | 2001      | 2009      |
| 2.0   | 4        | 16       | 1975             | 102    | 138    | 6000   | 181               | 4500              | 9,2        | 206     | 2001      | 2004      |
| 2.0   | 4        | 16       | 1975             | 105    | 143    | 6000   | 186               | 4500              | 9,1        | 208     | 2004      | 2009      |
| 2.7   | 6        | 24       | 2656             | 123    | 167    | 6000   | 245               | 4000              | 7.2        | 220     | 2001      | 2009      |